# Vätö församling
Vätö församling var en församling i Uppsala stift och i Norrtälje kommun i Stockholms län. Församlingen uppgick 2010 i Roslagsbro-Vätö församling.

## Administrativ historik
Församlingen bildades omkring 1330 genom en utbrytning ur Bro församling. 1914 utbröts Björkö-Arholma församling.
Församlingen utgjorde till 1914 ett eget pastorat och var därefter till 1962 moderförsamling i pastoratet Vätö och Björkö-Arholma. Från 1962 till 2010 annexförsamling i pastoratet Roslags-Bro och Vätö. Församlingen uppgick 2010 i Roslagsbro-Vätö församling.

## Kyrkor
- Vätö kyrka